# 三士峰

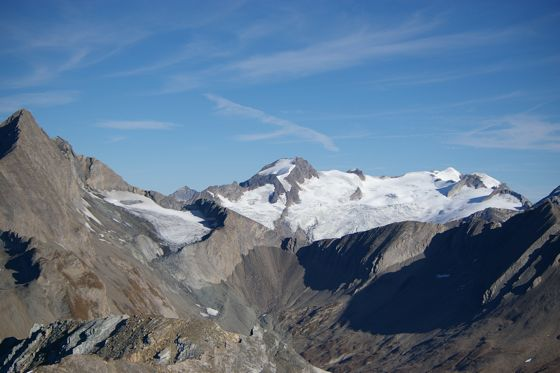

47°4′12″N 12°14′22″E / 47.07000°N 12.23944°E
三士峰（德語：Dreiherrnspitze），又译三先生峰，是南歐的山峰，位於奧地利和意大利接壤的邊境，屬於韋內迪格山脈的一部分，海拔高度3,499米，人類在1866年11月2日首次登頂。